# Bitwa pod Nikiu
Bitwa pod Nikiu – starcie zbrojne, które miało miejsce w roku 646 w trakcie walk bizantyjsko-arabskich, w trakcie próby odzyskania Egiptu przez Cesarstwo Bizantyjskie.

## Sytuacja przed bitwą
Po zwycięstwie w bitwie pod Heliopolis i kapitulacji Aleksandrii w listopadzie roku 641, wojska arabskie zajęły Egipt. W listopadzie 644 umarł kalif Umar, a jego następca Usman wycofał Amra Ibn al-Asa, dowódcę wojska arabskich w Egipcie, zastępując go swoim mlecznym bratem Abd Allahem ibn Sadem. Cesarz bizantyjski Konstans II podjął próby odzyskania utraconej prowincji. Na czele silnej ekspedycji postawił Armeńczyka - Mauela, który w roku 645 zaskoczył arabskich obrońców Aleksandrii i zdobył to miasto. Odbyło się to tym łatwiej, że Cesarstwo ciągle miało przewagę na morzu. Spotkał się on w Aleksandrii z przychylnym przyjęciem. Na wieść o zdobyciu Aleksandrii przez Bizantyjczyków, ponownie dowodzący siłami arabskimi (liczącymi 15 000 wojowników) Amr Ibn al-As z pośpiechem skierował się z Mekki do Egiptu. W tym czasie Manuel skupił się na plądrowaniu okolicy, co nie przysporzyło mu popularności. 

## Bitwa pod Nikiu
Do spotkania obu armii doszło pod murami twierdzy Nikiu, na drodze z Aleksandrii do Fustat. Po długiej walce Arabom udało się rozbić przeciwnika i zmusić go do odwrotu do Aleksandrii.  

## Konsekwencje
Resztki armii bizantyjskiej schroniły się w Aleksandrii, która została oblężona przez Arabów i w lecie 646 roku wpadła w ich ręce. Nieudana ekspedycja na wiele lat położyła kres próbom odzyskania Egiptu przez Bizancjum. Jej znaczny koszt dodatkowo obciążył skarbiec Cesarstwa.